# Chiesa di San Giovanni Battista (Scorzè)
La chiesa di San Giovanni Battista è la parrocchiale di Cappella di Scorzè, in città metropolitana di Venezia e diocesi di Treviso; fa parte del vicariato di Noale.

## Storia

### Origine della parrocchia
Originariamente dipendente dalla pieve di Martellago, come indicato in una bolla di papa Eugenio III del 1152, cappella dipendente dalla pieve di Martellago già dal XIV secolo la cappella era dotata di una propria fonte battesimale, date le molteplici difficoltà di comunicazione con la matrice dovute alla presenza del fiume Dese, allora poco governabile e spesso oggetto a piene ed esondamenti. Nel 1344, infatti, si documenta la presenza di un curato, tale Presbiter Petrus, e di una primitiva chiesa già dedicata a san Giovanni Battista, mentre il primo parroco, Lodovico Marin di Gardigiano, risale al 1593. Nell'archivio parrocchiale è conservato un registro dei matrimoni redatto a partire dal 1642. Al tempo, l'edificio dedicato al culto doveva essere di dimensioni assai modeste, anche se nel XVII secolo fu dotato di un portico penitenziale.

Stemma del vescovo Giustiniani.

### La chiesa del 1744
Data la vetustà e le ridotte dimensioni del tempio originario, nella prima metà del XVIII secolo si decise di costruirne uno più grande e decoroso nello stesso posto del precedente. Esso viene descritto come dotato di un'unica navata, quattro altari laterali costruiti da Francesco Damini (due lungo le pareti della navata, due ai lati dell'altar maggiore), e un altare maggiore sormontato da una cupola "a foggia di pero". La chiesa, terminata già nel 1744, sarà consacrata del vescovo Paolo Francesco Giustiniani il 31 maggio 1772, come risulta da una lapide ancora conservata. Varie le opere d'arte che andarono via via arricchendo la parrocchiale, tra cui sono da menzionare alcuni affreschi di Giovanni Carlo Bevilacqua andati, ovviamente, perduti con la demolizione dell'edificio.
Di questa chiesa si conserva ancora la lapide della consacrazione:
Nel 1797, col passaggio delle truppe napoleoniche nel territorio veneto, anche la chiesa di Cappella venne, al pari di altri monumenti nei territori interessati dall'invasione francese, depredata delle sue ricchezze. In particolare, furono saccheggiate e sottratte le preziose argenterie donate da una nobildonna locale in occasione della consacrazione (consistenti in candelabri, croci, cartegloria, ecc...) nel 1744.

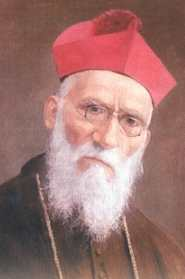
Il beato Longhin, ispiratore e consacratore della chiesa.

### L'attuale edificio
Col passare del tempo, tuttavia, anche la chiesa settecentesca si rivelò di dimensioni insufficienti per la popolazione locale. A ciò si aggiunse la precarietà statica dell'edificio, divenuto ormai pericolante. Nel 1909, l'energico parroco don Lorenzo Sandro, sollecitato anche dal vescovo Longhin durante la visita pastorale dell'anno prima, affidò l'incarico del progetto all'architetto Antonio Beni, che ebbe l'occasione, così, di progettare qui la prima delle sue numerose chiese.
I lavori iniziarono ufficialmente il 26 maggio di quello stesso anno, con la posa solenne della prima pietra. In realtà lo scavo delle fondazioni era iniziato già l'11 febbraio. Nel frattempo, mentre proseguivano i lavori, per ordine del questore di Venezia l'11 maggio del 1910 venne demolita la vecchia parrocchiale, spogliata dei materiali più pregiati che verranno riutilizzati per il nuovo tempio.
La nuova chiesa parrocchiale viene solennemente inaugurata il 29 dicembre 1911, dopo che il 17 dello stesso mese erano state benedette le tre statue della facciata, opera di Francesco Sartor.
Qualche anno più tardi, nel 1922, ripresosi il paese dall'enorme sforzo economico per la costruzione dell'edificio e dai terribili strazi della Grande guerra, fu terminato, nei decori e negli arredi, il solenne altare maggiore. Il nuovo tempio sarà solennemente consacrato il 20 ottobre 1925 dal vescovo di Treviso, Beato Andrea Giacinto Longhin.
Ne fa testimonianza una dedica in latino, dipinta in affresco nell'abside della chiesa:
Negli anni '50 venne intonacata la navata e realizzato il fonte battesimale, opera in marmi policromi di Achille Vettorazzo.
Tutti gli interventi successivi si limitarono alla semplice conservazione dell'esistente, senza apportare modifiche significative all'edificio che oggi si presenta ancora parzialmente incompleto e per giunta bisognoso di urgenti interventi di restauro, per lo meno all'interno.

## Descrizione

### Esterno

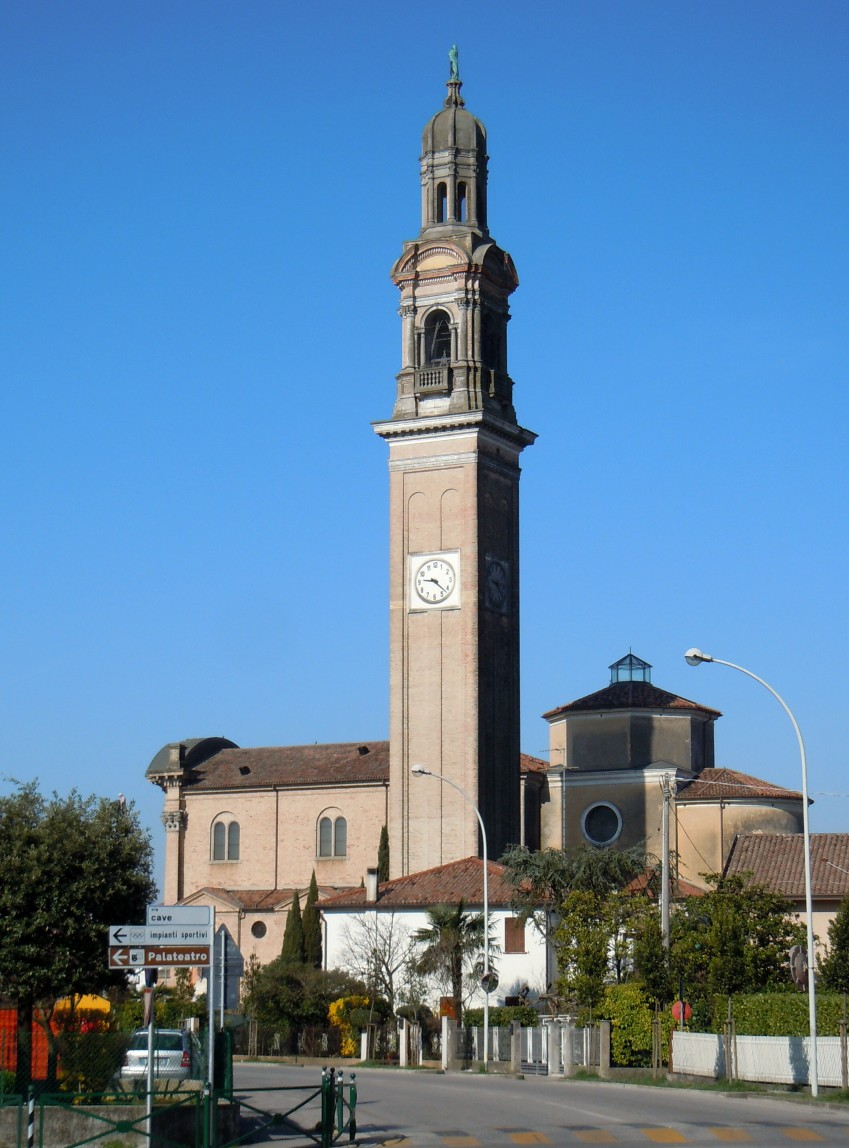
Chiesa nuova di Fontane di Villorba, chiaro modello per la Parrocchiale di Cappella.

Tutt'oggi incompiuta, la facciata della Parrocchiale è stata intonacata solamente negli anni cinquanta, quando il parroco don Giovanni Lorenzon pose mano al terzo stralcio dei lavori della chiesa, intonacando l'esterno e l'interno della navata su progetto di Achille Vettorazzo. Il progetto originario del Beni prevedeva anche una decorazione in stile floreale della facciata, nonché il posizionamento di tre statue, nelle nicchie laterali e sopra il portale d'ingresso.
In tempi recenti è stato rinvenuto uno schizzo dell'architetto trevigiano del 1929 dove veniva raffigurato un protiro pensato per il portale della chiesa di Cappella, mai realizzato e completamente assente nel progetto del 1909.
Per quanto riguarda la descrizione, esternamente l'edificio presenta un'imponente facciata a capanna tripartita da colonne e lesene di ordine corinzio e terminata in alto da un timpano semicircolare. Al centro, il portale progettato da Vettorazzo con timpano triangolare (il progetto del Beni lo voleva a tutto sesto) e il tondo del rosone. Le tre statue poste sulla sommità, come già detto opera di Francesco Sartor, raffigurano al centro Cristo Redentore, alla sua destra San Giovanni Battista, a sinistra San Giuseppe, sposo di Maria, col bambino. Una piccola cupola, che esternamente presenta una struttura ottagonale, sovrasta la parte absidale.
Le finestre della navata sono un chiaro richiamo codussiano, e tutta la chiesa riflette l'influenza neorinascimentale. Già Pietro Saccardo, maestro di Beni, nella realizzazione della chiesa del Carmelitani Scalzi in Treviso trasse ispirazione, oltre che ovviamente dai prestigiosi esempi veneziani, anche dalla chiesa di San Pietro in Oliveto di Brescia, retta dallo stesso Ordine. A sua volta, Beni trasse spunto per la sua opera prima anche dalla saccardiana chiesa parrocchiale di Carbonera, dove aveva realizzato diversi affreschi, e dalla coeva (1902) chiesa parrocchiale di Fontane di Villorba, eretta su progetto di Silvestro Lazzari.
Nel 2016 gli esterni sono stati completamente restaurati.

### Interno

#### Presbiterio e Altare maggiore
A tal proposito vale la pena di riportare alcune autorevoli ipotesi: il primo documento riguardante il dipinto che conserviamo è di Francesco Scipione Fapanni, il quale lasciò scritto: La Repubblica di Venezia nel secolo XVIII aveva fatto marcare con il bollo, e li teneva in nota, alcuni quadri dei pregio [...]. Fra questi è una tela del Tintoretto col Battesimo di Gesù Cristo sull'altar maggiore della chiesa di Cappella di Martellago. Ha il pregio di non essere mai stata toccata da pennello ignorante. Ancora, il pittore Carlo Bevilacqua: È opera buona, non sublime del Tintoretto. [...]. Diversa invece è l'opinione di Giovanni Battista Tiozzo, che nel 1996 scriveva: È un'opera certa di un artista trevigiano [...]. Discepolo del Tintoretto, nelle opere note, dimostra di possedere una sigla manieristica e di usare un colore argenteo di sapore veronesiano; si tratta di Giacomo Lauro [...].

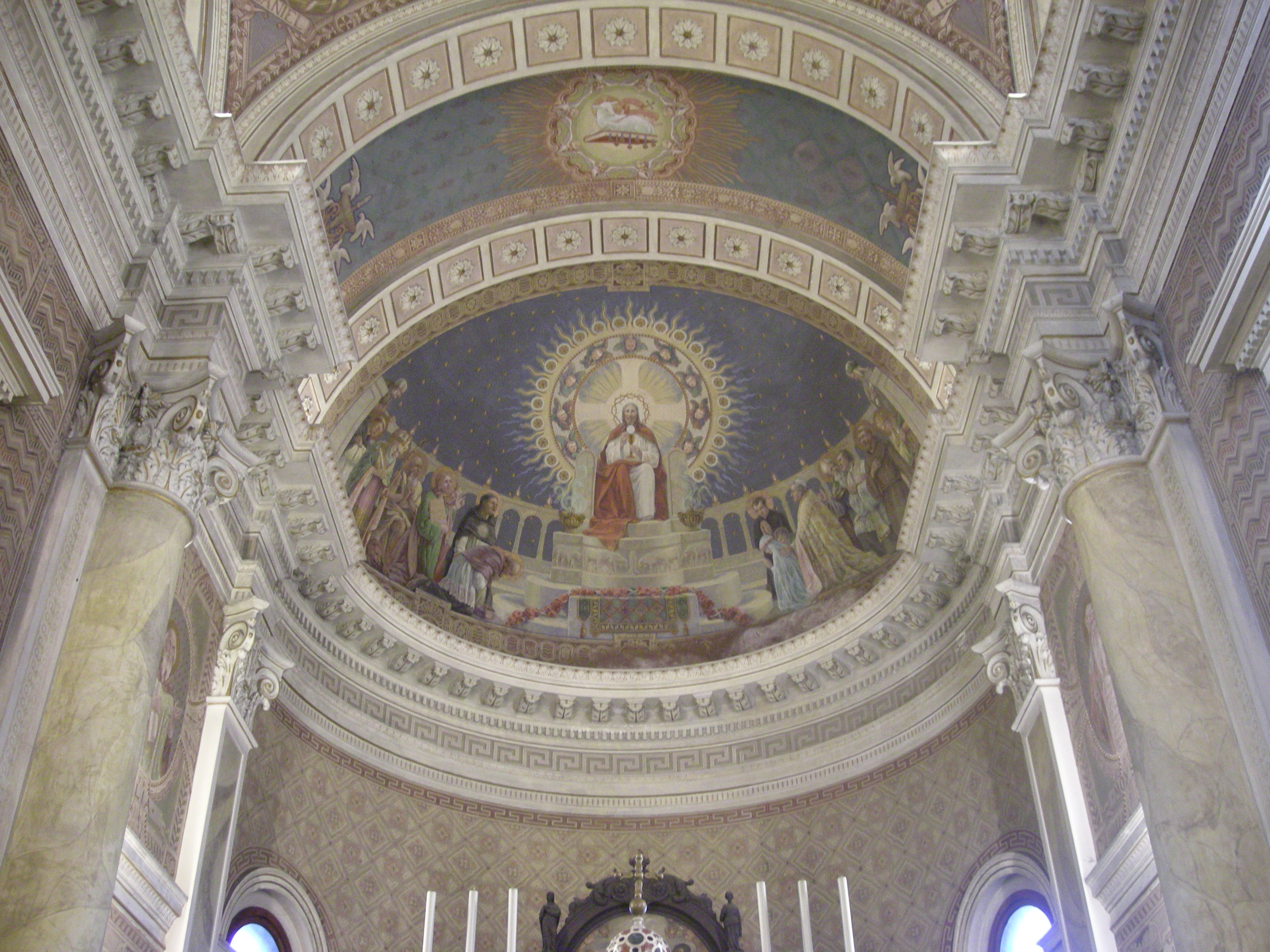
Affreschi dell'abside di Antonio Beni.

La zona presbiteriale, realizzata interamente tra il 1922 e il 1925 nel secondo stralcio dei lavori prima della consacrazione, è l'unica parte del tempio che è stata completata del tutto secondo le intenzioni del Beni.
Risulta essere molto ampia, coronata da una luminosa cupola decorata con figure di angeli e iscrizioni su fondo azzurro. Nei pennacchi, i ritratti dei quattro "profeti maggiori" dell'Antico Testamento Isaia, Geremia, Ezechiele e Daniele. Nel catino absidale, l'affresco del Trionfo dell'Eucaristia: Cristo in gloria ostende le Sacre Specie, mentre attorno vari santi adorano prostrati. Tra gli altri è possibile riconoscere papa Pio X, trevigiano, che accompagna due fanciulli alla prima Comunione, a ricordo del decreto Quam singulari del 1910, sant'Ignazio di Loyola, san Giovanni Bosco, sant'Agostino, san Francesco d'Assisi, san Gregorio Magno e tanti altri, mentre ai lati appaiono due sommi letterati cristiani, Dante Alighieri e Alessandro Manzoni. Ai lati del presbiterio, in due finte trifore che secondo il progetto originario avrebbero dovuto ospitare i corpi sonori dell'organo, vi sono gli affreschi della Pietà in cornu Evangeli e dell'Adorazione dei pastori in cornu Epistulae.
Tutti gli affreschi e le decorazioni, ottenuti con l'antica tecnica dell'encausto, furono realizzati da Antonio Beni, che in diversi casi si servì degli stessi paesani come modelli per i personaggi raffigurati.
Nel fondo, l'imponente mobile contenente l'organo Tamburini, realizzato dallo scultore bergamasco Cesare Zonca sempre su disegni del Beni, ospita anche la pala del Battesimo di Gesù, opera sulla cui attribuzione vige ancora l'incertezza. Di essa, che raffigura al Battista nell'atto di battezzare Cristo inginocchiato nel fiume Giordano, si sa solo che fu donata dal patriarca Gianfrancesco Morosini, che villeggiava presso la vicina Villa Morosini detta appunto "del patriarca", nel 1677. Originariamente a forma di quadro, fu ridotta a pala nel Settecento per adattarla al nuovo altare in marmo, come riferisce il pittore Giovanni Carlo Bevilacqua. Nel Novecento, subì un restauro e un nuovo adattamento per la sua attuale sede da parte del Beni, che tuttavia ne alterò notevolmente l'aspetto originario..
Di Cesare Zonca sono anche il magnifico coro ligneo, finemente lavorato e posto ai lati dell'altare, la sede del celebrante e i due angeli che adornano l'Altar maggiore. Quest'ultimo, costruito in gran parte con i marmi pregiati dell'altare della vecchia chiesa, fu adattato e ampliato per il nuovo contesto su disegno del Beni e risulta ben inserito e proporzionato. Fu dedicato e consacrato dal beato Longhin il 20 ottobre 1925.

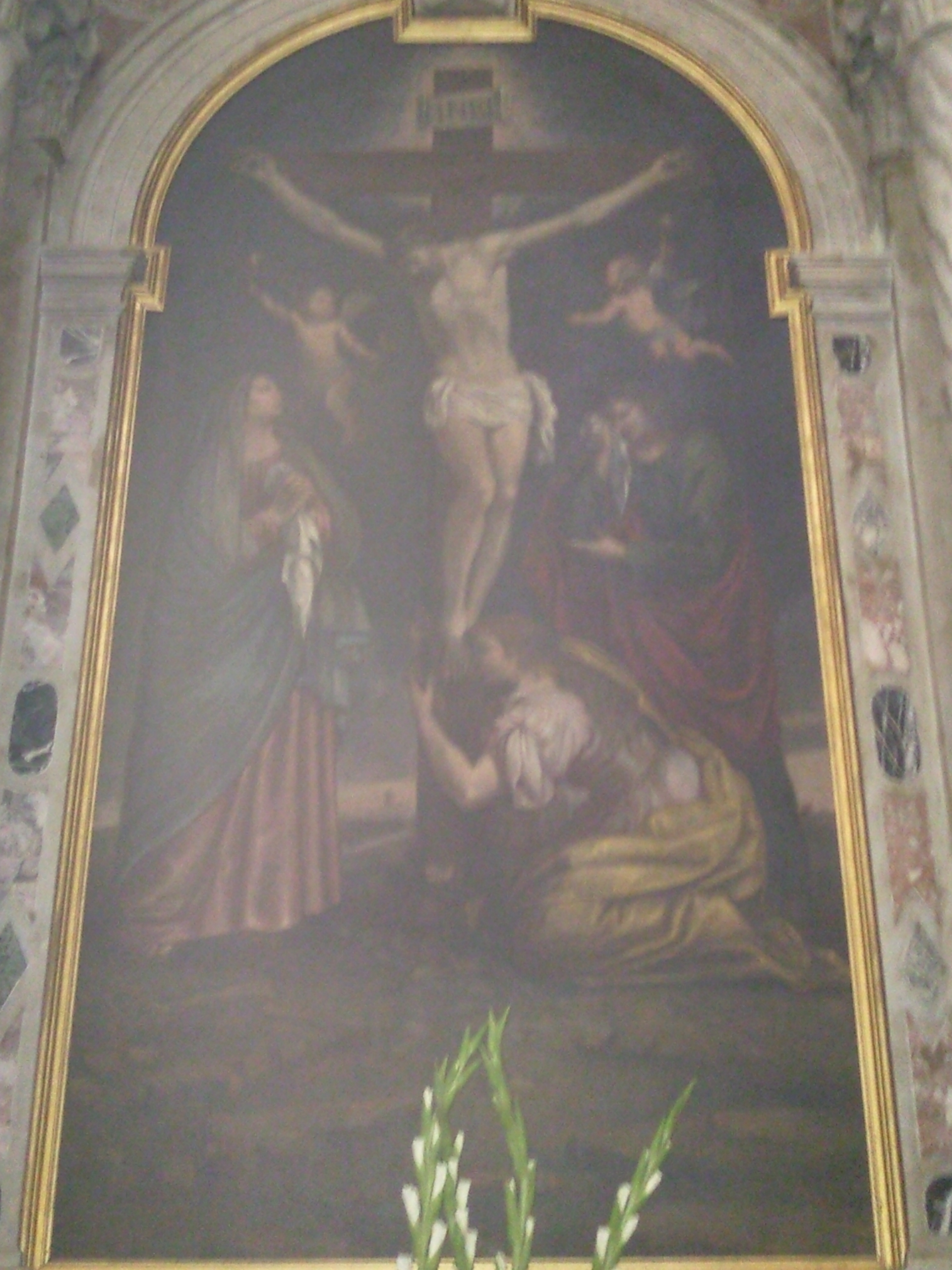
La pala della Crocifissione.

#### Altare del Crocifisso
La pala d'altare, risalente al XVII secolo e di incerta attribuzione, rappresenta la Crocifissione. I marmi provengono da un'altra chiesa e furono acquistati per adattarli alla nuova chiesa. È dedicato alla congregazione del Nome di Gesù, sorta nel 1608.
Dopo la prima guerra mondiale l'altare fu dedicato ai caduti in guerra, e nel 1927 l'architetto Achille Vettorazzo rivestì la semiabside in marmo con scritture tratte dal libro dei Maccabei dal libro di Giuditta.

#### Altare della Beata Vergine del Carmine
La pala d'altare raffigura la Madonna del Carmine, San Simone Stock, Sant'Antonio di Padova. È datata 1906, firmata da Antonio Beni. Era stata commissionata dal parroco don Corrado Gregato. Del dipinto si conservano ancora i disegni preparatori. Settecentesco il ricco paliotto, raffigurante san Giuseppe e simile a quello dell'altare della Sacra Famiglia.
L'altare è dedicato alla Scuola o Confraternita del Carmine, istituita nel 1643 con bolla di fondazione datata da Roma e sottoscritta da fra Alberto Massari, generale di tutto l'ordine Carmelitano.

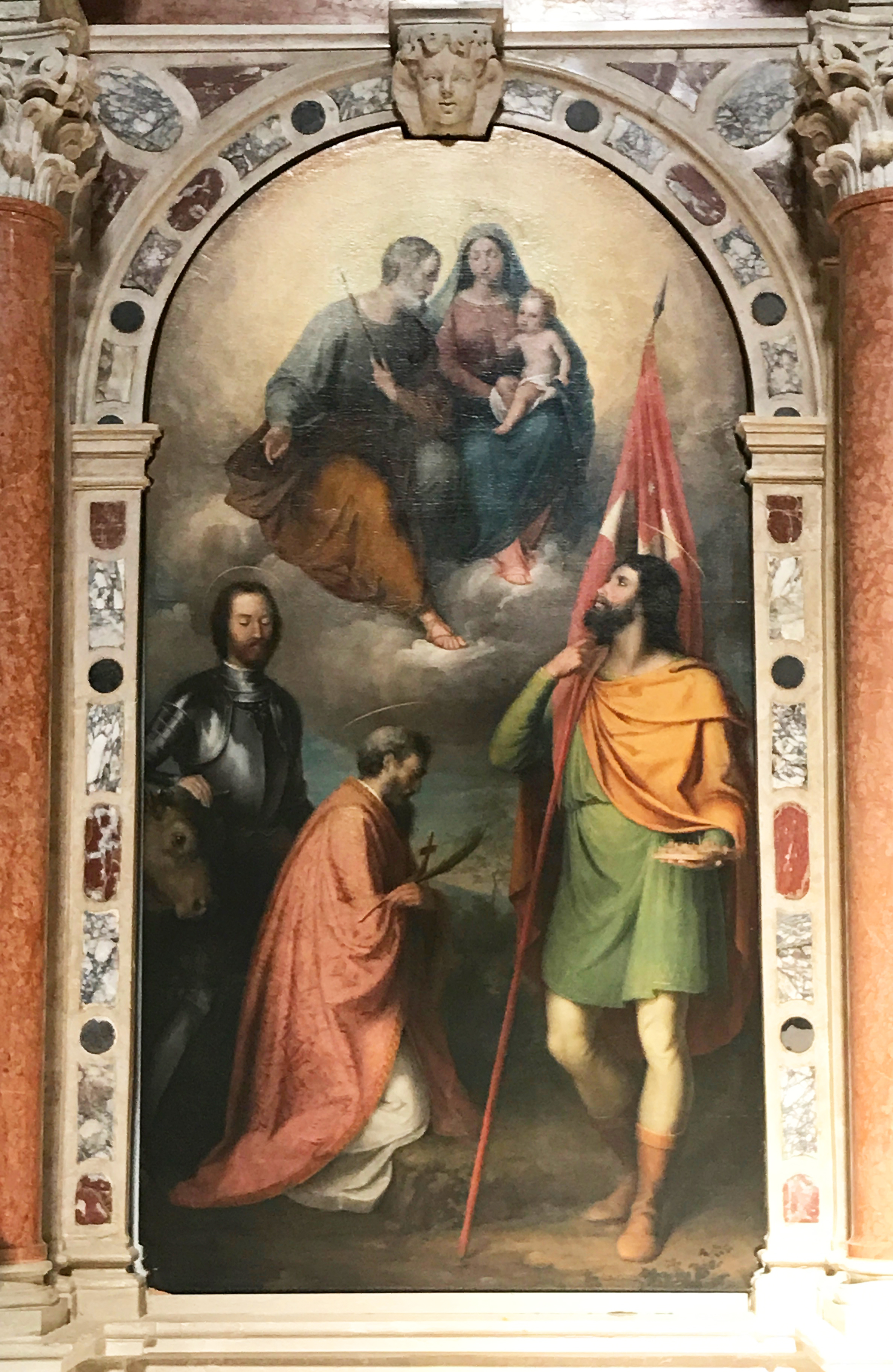
Pala del Carrer.

#### Altare della Sacra Famiglia
Ospita una tela del 1837 di Gian Battista Carrer raffigurante la Sacra Famiglia, San Liberale, San Valentino e San Bovo. I marmi sono settecenteschi, provenienti dalla chiesa precedente: interessante il paliotto, dalle forme ricurve tipiche del rococò, raffigurante al centro la Madonna del Rosario, ragion per cui si ipotizza che i paliotti degli altari laterali fossero stati collocati in modo del tutto scombinato, dovendo appartenere, questo, all'altare posto di fronte, anche perché nella vecchia chiesa doveva essere questo l'altare dedicato alla congregazione del Rosario, sorta nel 1679 sotto il patronato dei Domenicani.

#### Altare della Madonna del Rosario (detto anche dei Santi)
La pala d'altare, databile al XIX secolo e di incerta attribuzione, raffigura la Madonna circondata da Santi, giovani sacerdoti e seminaristi. Fu donata alla parrocchia dalla signora Franco abitante nella villa già Morosini del Patriarca. Il paliotto è rivestito di marmi policromi a motivi geometrici, similmente a quello dell'altare del Crocifisso; la parte superiore non è originale. Il Giovedì santo in questo altare viene riposto il Santissimo Sacramento.

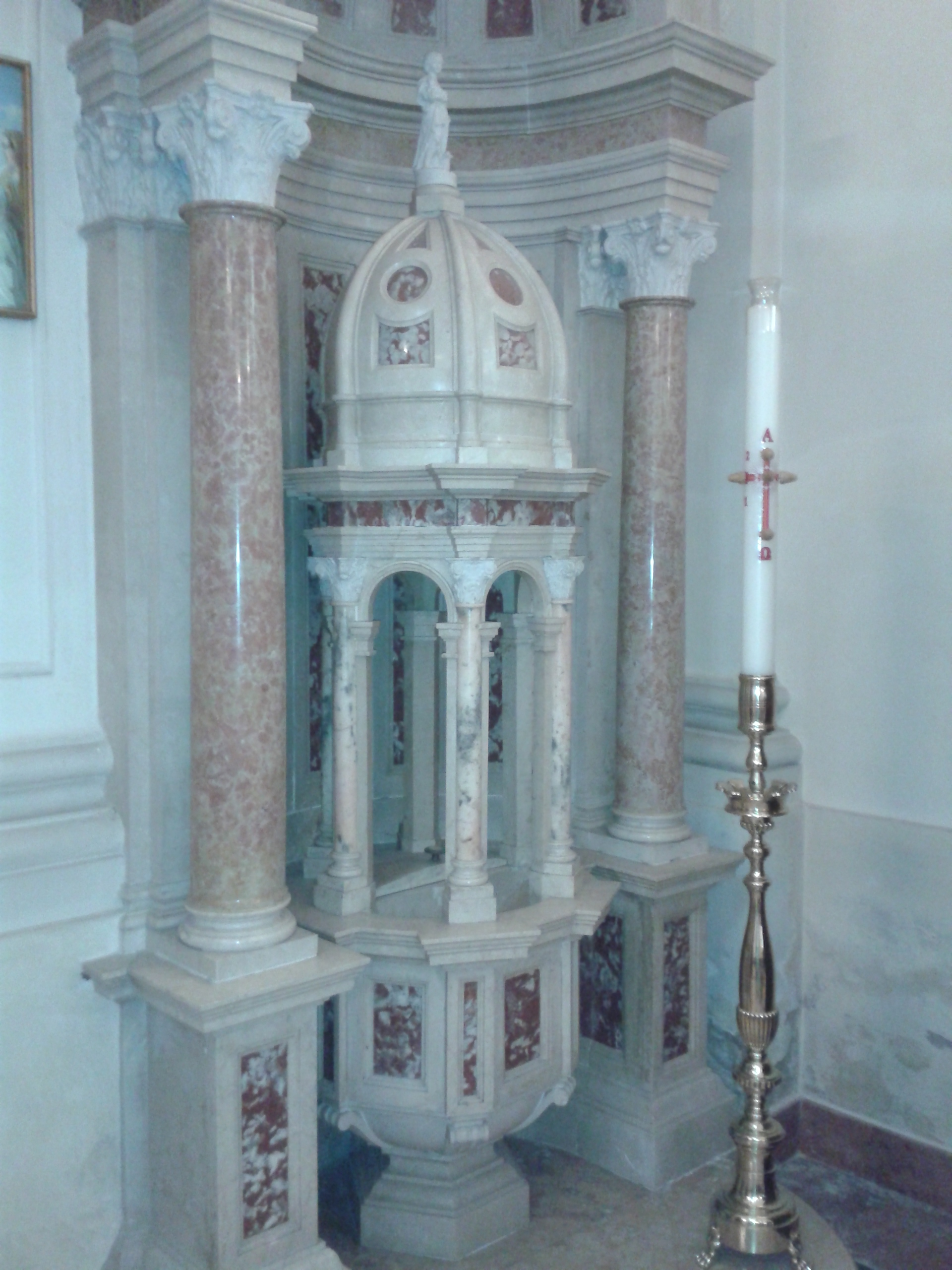
Fonte battesimale.

#### Altre opere
Esternamente la facciata della chiesa è traforata da un rosone in cristallo raffigurante la Beata Vergine ed i Santi Pietro e Paolo realizzato dalla ditta "Neuhauser" di Innsbruck nel 1923. Interessanti anche l'imponente fonte battesimale, realizzato nel 1953 dall'architetto Achille Vettorazzo, allievo del Beni e l'ottocentesca statua della Madonna del Carmine, portata in processione ogni anno in occasione della ricorrenza.
Degni di nota sono anche alcuni arredi sacri sopravvissuti ai summenzionati saccheggi napoleonici e alle alienazioni seguite alla riforma liturgica di Paolo VI, tra i quali una croce astile medievale, una pace del XVII secolo, nonché altri argenti, reliquie, arredi e paramenti dal '600 a oggi.

#### Organo a canne

##### Storia
I documenti testimoniano l'esistenza di un organo nella parrocchiale almeno dal 1739. Nella chiesa del 1744 era posto in cantoria sopra la porta d'ingresso. Nell'XIX secolo fu completamente rifatto da parte dell'organaro vicentino Giovan Battista De Lorenzi. Di quest'organo si conserva ancora la parte soprana del registro "flauto in VIII" nell'attuale strumento.
Nel 1880 circa, la ditta Malvestio di Padova rinnovò il tutto, portando l'organo a comporsi di nove registri reali e pedale. Nel 1922 l'organo fu trasportato nell'attuale mobile ligneo posto al fondo dell'abside dalla ditta Fratelli Ruffatti di Padova e parzialmente pneumatizzato.

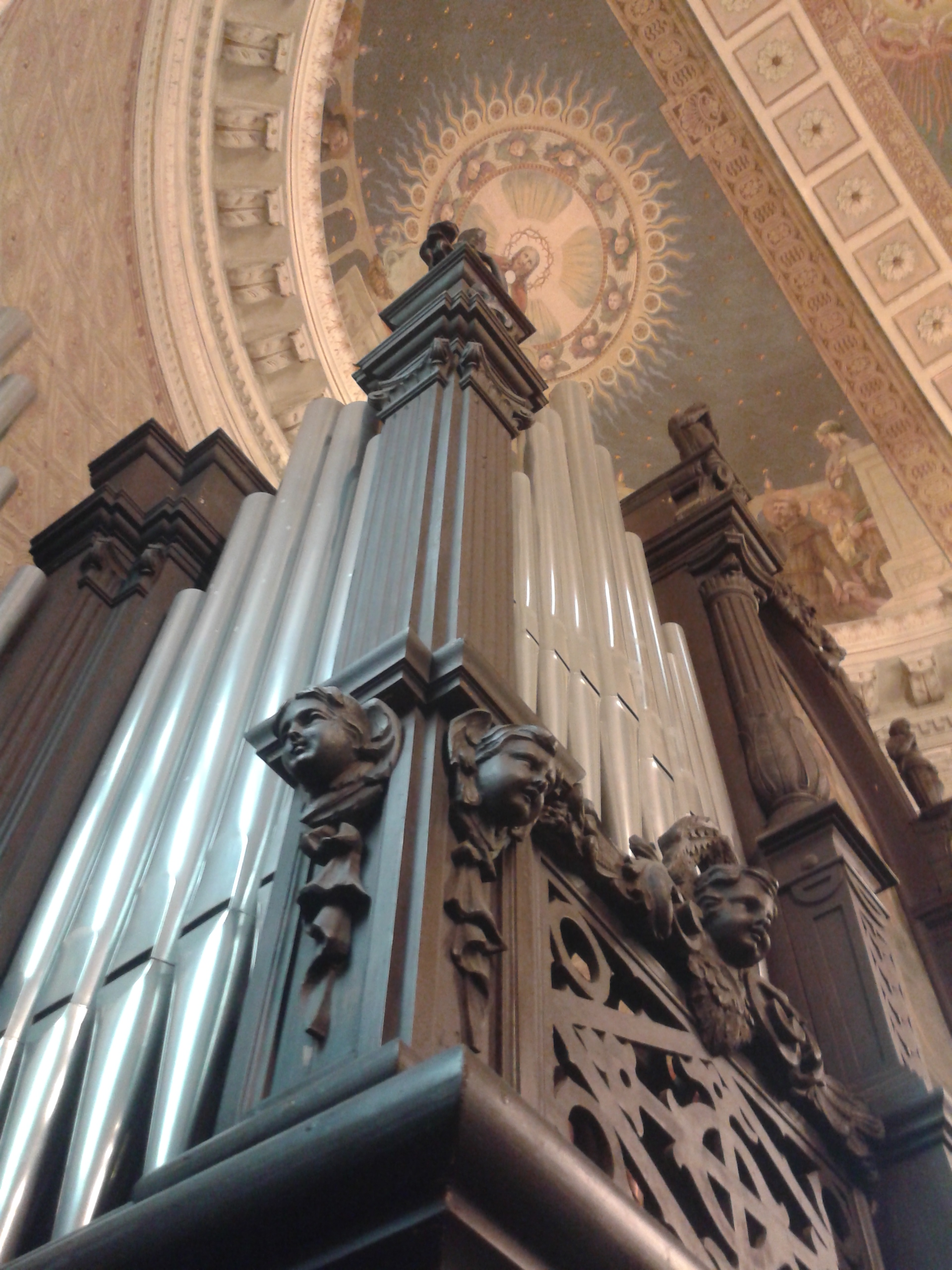
Scorcio della mostra dell'organo.

##### Strumento attuale
Lo strumento attuale fu costruito tra il 1988 e il 1990 dalla Pontificia Fabbrica d'organi Tamburini di Crema (Opus 879), su progetto dei Maestri Segio De Pieri, Marcello Girotto e Rino Rizzato e grazie all'iniziativa del parroco di allora don Giovanni Battista Mason. Esso è quasi completamente nuovo, tranne che per alcune file del ripieno (Ottava, Decimaquinta, decimanona, XXII), la Viola del II manuale e, come detto, il Flauto in VIII, settecentesco.
A trasmissione integralmente meccanica sia per i manuali e il pedale, che per i comandi dei registri, è composto da due tastiere e 18 registri reali, per un totale di 1076 canne.
Risulta particolarmente riuscito e caratterizzato da sonorità peculiari grazie anche alla buona acustica della chiesa e viene valorizzato dall'annuale Rassegna organistica d'autunno.

### Sagrato
Il sagrato si apre davanti all'edificio, nel luogo dove, anticamente, trovava posto il cimitero del paese. È stato completamente ripavimentato, con motivi a losanghe, negli anni '90 del XX secolo. Il quel contesto, qui è stato collocato il monumento ai caduti, consistente in un classico capitello coperto ove è collocata una statua della Madonna col bambino, risalente agli inizi del '900. Nel basamento, è presente la lapide con i nomi dei caduti durante la seconda guerra mondiale. Dal lato opposto, nelle abitazioni che si affacciano sul piazzale, è posto un Leone di San Marco in moleca, a ricordo dell'antica appartenenza del paese alla Serenissima. Verso la strada, invece, si erge il campanile.

### Campanile

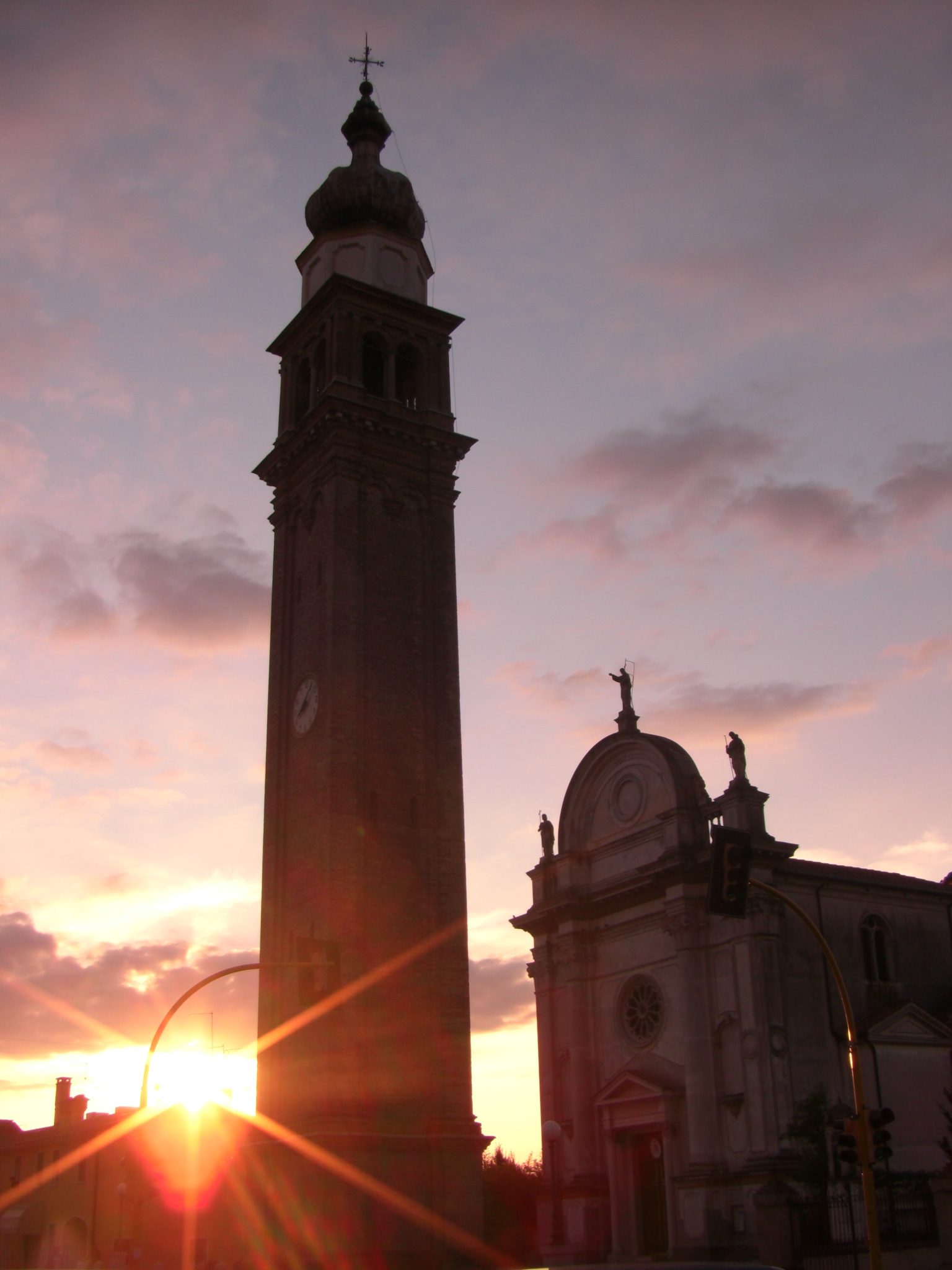
Chiesa e campanile al tramonto.

Il campanile, con il caratteristico tetto a cipolla sagomato in piombo, è stato costruito tra il 1754 e il 1759 essendo parroco Pietro Chiesa e su progetto di un non meglio precisato "mastro Piotto" ed è alto 47 m. Sopra la porta d'ingresso è collocato un mascherone del Cinquecento risalente alla torre precedente, mentre all'interno conserva ancora intatto, anche se non più funzionante, l'originale meccanismo dell'orologio del 1829.

### Campane
Nella cella campanaria, sono poste quattro campane alla trevigiana sincronizzata in Mi3 fuse dalla fonderia "De Poli" di Ceneda (Vittorio Veneto) nel 1998 ed un sonello del 1919. Le nuove campane sono state benedette dal vescovo Antonio Mistrorigo il 10 ottobre del 1998.
| Nº      | Nominale | Anno | Peso   | Dedicazione            |
| ------- | -------- | ---- | ------ | ---------------------- |
| 1º      | Mi3      | 1998 | 879 kg | Gesù Cristo Redentore  |
| 2º      | Fa#3     | 1998 | 618 kg | Madonna del Carmine    |
| 3º      | Sol#3    | 1998 | 426 kg | San Giovanni Battista  |
| 4º      | La3      | 1998 | 355 kg | Sant'Antonio di Padova |
| sonello | ?        | 1919 | ?      |                        |

### Casa canonica
Il complesso della Casa canonica si compone di diversi ambienti. Il corpo centrale è un edificio degli inizi del '900, disposto su tre piani con balconcino centrale e con la consueta disposizione interna tipica di ogni villa veneta: due saloni centrali sovrapposti con gli ambienti disposti ai lati. Interessante il doppio arco che permette di accedere alla scala dal salone del piano terra. A est, la vecchia canonica, edificio del XVII secolo di due piani. L'interno è stato più volte rimaneggiato, essendo stato anche scuola materna, con gli appartamenti un tempo riservati alle suore francescane elisabettine e ora adibito alle attività parrocchiali. Nella vecchia cappellina interna è presente un interessante bassorilievo della Madonna col Bambino databile alla seconda metà del XV secolo. L'ala ovest invece è più recente, è stata ristrutturata nel 2012 e ospita varie attività parrocchiali, dopo essere stata l’abitazione del vicario parrocchiale.
Il complesso è delimitato da un'elegante cancellata in ferro battuto, recentemente rimessa a nuovo, la quale racchiude anche il giardino, popolato di diverse piante autoctone.

## Festività
- Il 24 giugno ricorre la solennità della Natività di San Giovanni Battista, titolo della chiesa. Alla messa solenne della sera viene cantato il celebre inno liturgico Ut queant laxis di Paolo Diacono (VIII secolo);
- Il 16 luglio ricorre la festa liturgica della Madonna del Carmine. La tradizionale processione con la statua della Madonna è stata trasportata alla domenica più vicina a quella data per favorire la partecipazione di più persone possibile;
- Il 20 ottobre ricorre l'anniversario della Dedicazione della chiesa. Viene celebrata una messa solenne e viene accesa una candela al di sotto di ciascuna delle dodici croci poste sulle pareti dell'edificio il giorno della consacrazione.

## Galleria d'immagini

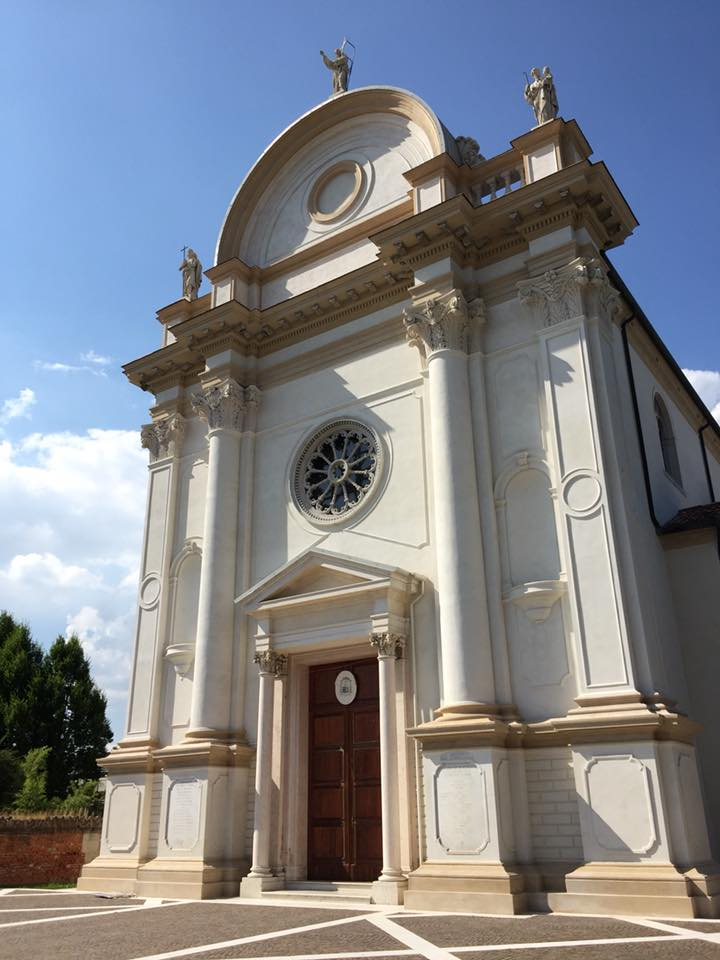
Altra veduta della facciata.
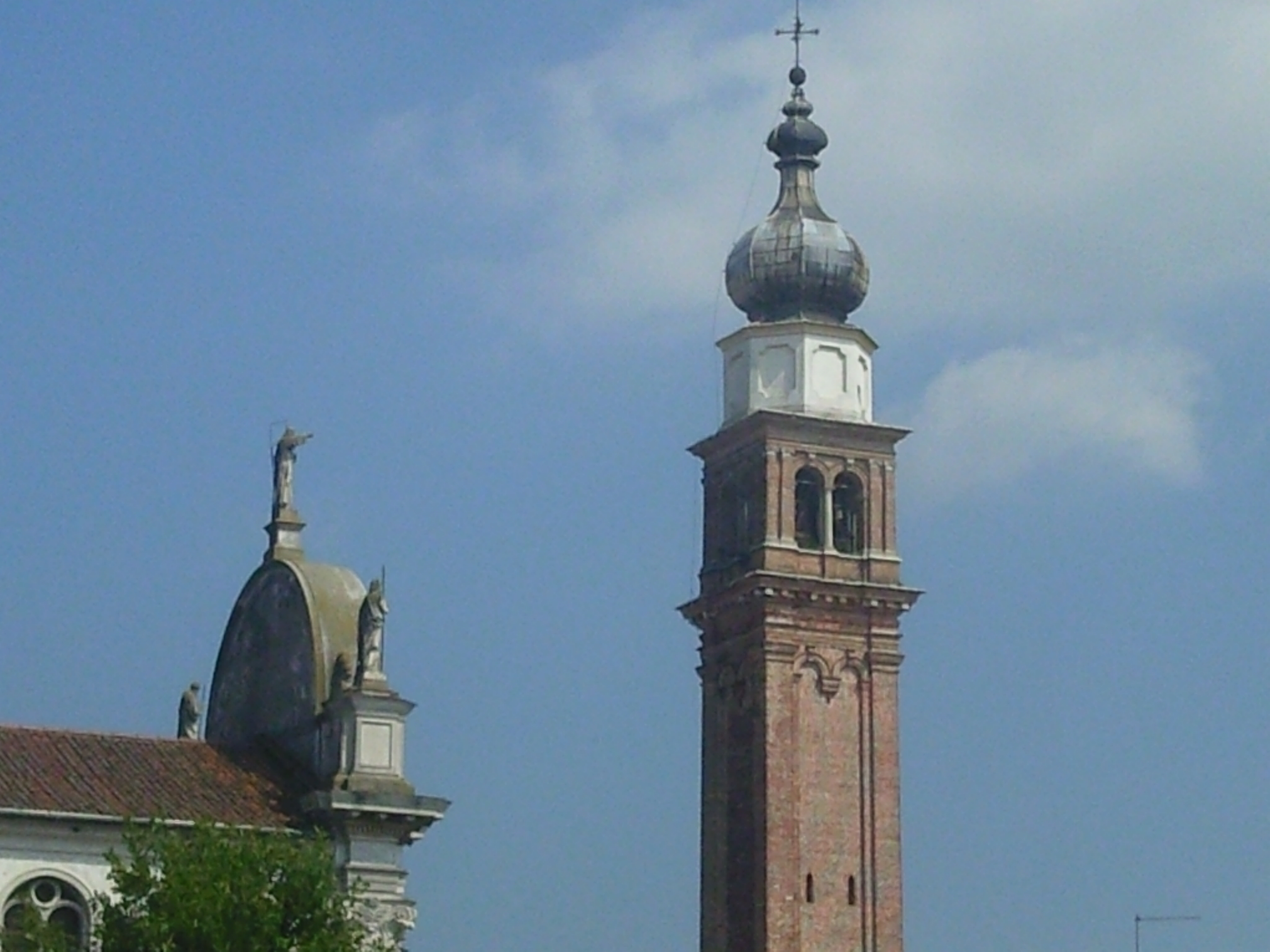
Veduta esterna col campanile.
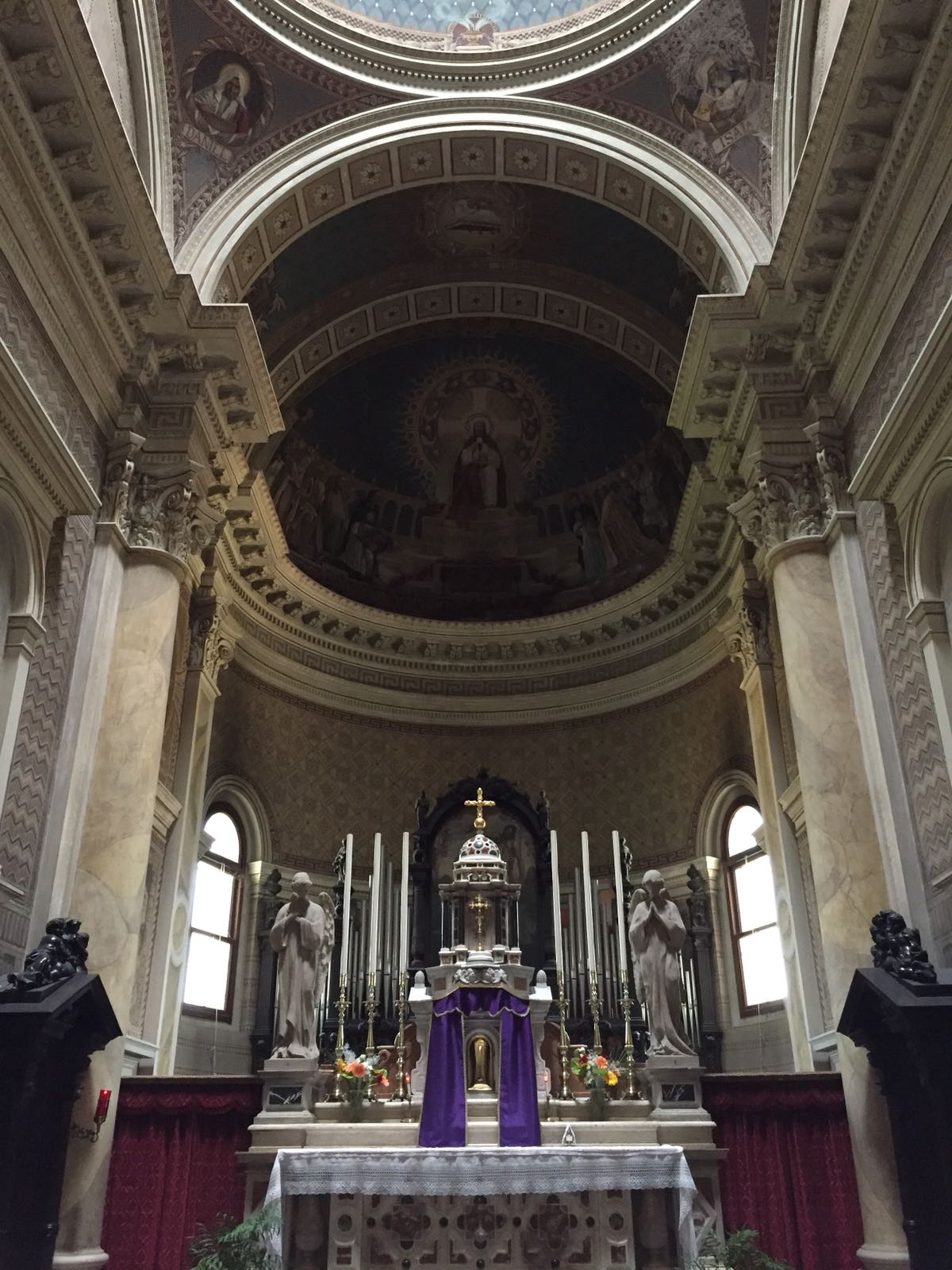
Vista generale del presbiterio.
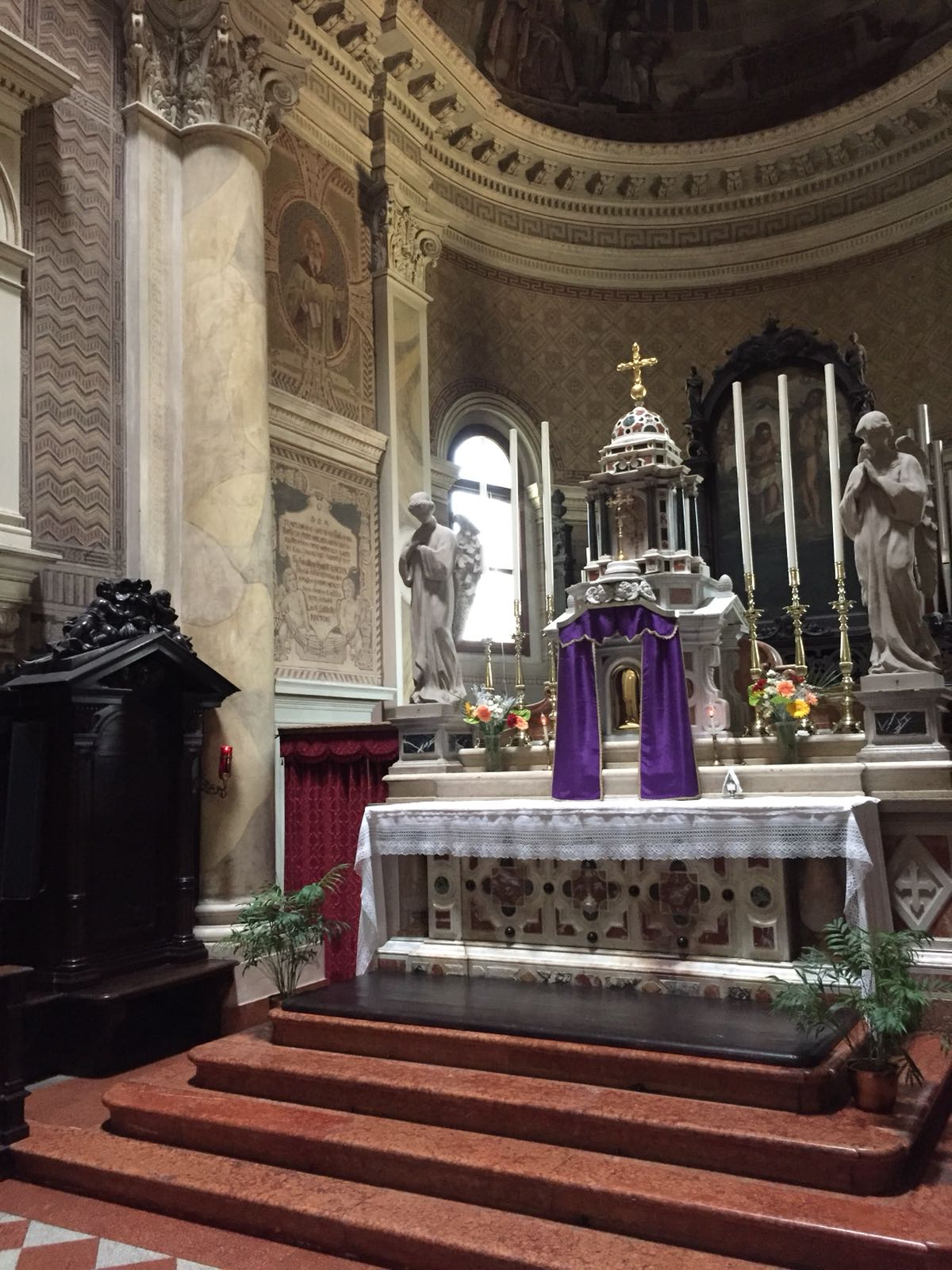
Altare maggiore.
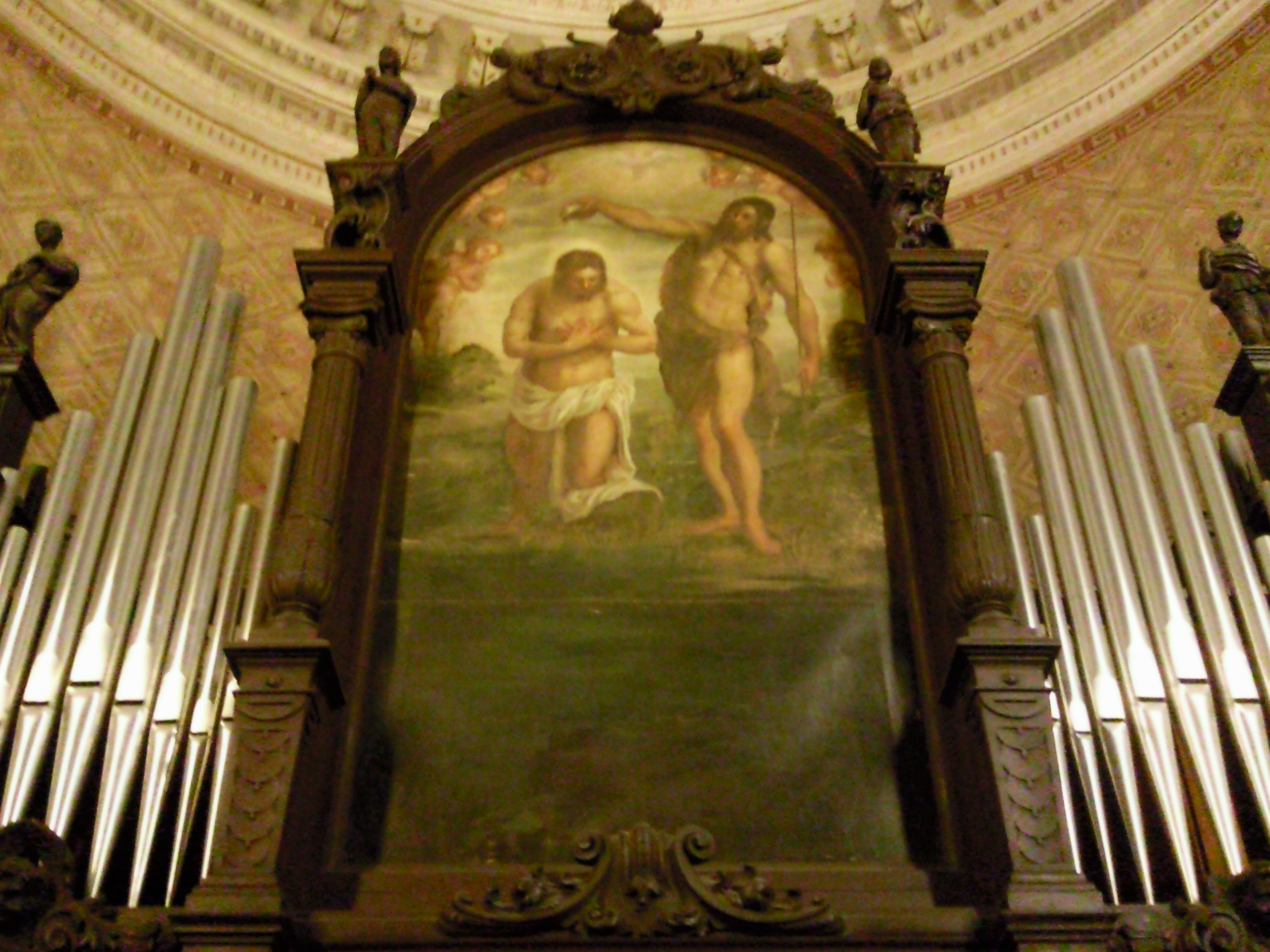
La pala del Battesimo di Gesù e organo Tamburini.
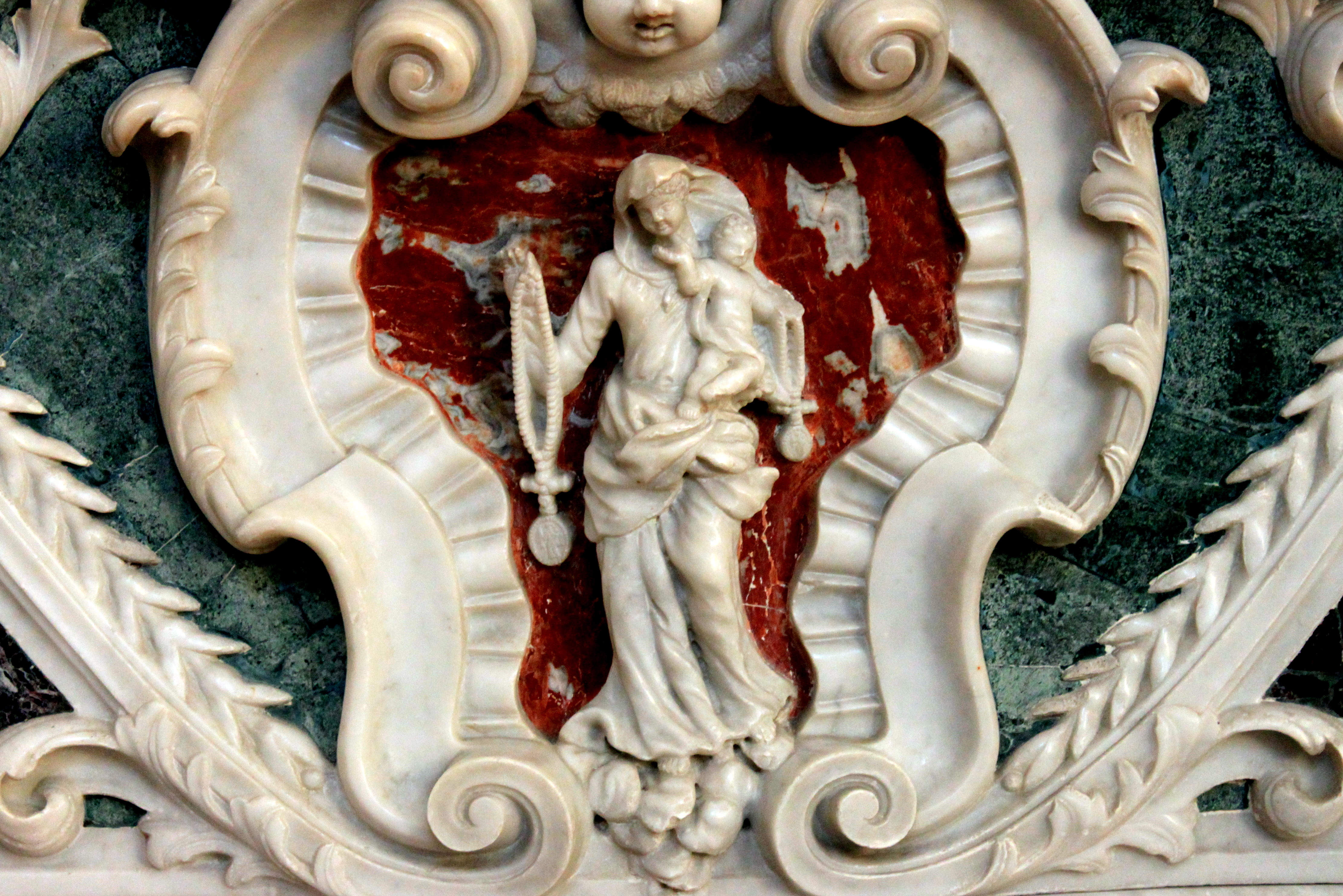
Paliotto della Madonna del Rosario.